# Hayastani Ankaxowt'yan Gavat' 1995-1996
La Hayastani Ankaxowt'yan Gavat' 1995-1996 (conosciuta anche come Coppa dell'Indipendenza) è stata la quinta edizione della Coppa nazionale armena. Il torneo è iniziato 31 agosto 1995 con il turno preliminare e si è concluso il 28 maggio 1996. Il Pyunik Yerevan ha vinto la coppa per la prima volta battendo in finale il Kotayk Abovyan.

## Ottavi di finale
Gli incontri di andata si disputarono il 1º marzo mentre quelli di ritorno tra il 6 e l'8 marzo 1996.
| Squadra 1        | Totale           | Squadra 2            | Andata | Ritorno |
| ---------------- | ---------------- | -------------------- | ------ | ------- |
| Kapan-81 Kapan   | 1 - 8            | Ararat Yerevan       | 0 - 2  | 1 - 6   |
| Astgh Vanadzor   | 0 - 8            | Shirak Gyumri        | 0 - 5  | 0 - 3   |
| Zangezur Goris   | 0 - 7            | Van Yerevan          | 0 - 3  | 0 - 4   |
| Tsement Ararat   | 10 - 1           | Aznavour Novemberyan | 6 - 1  | 4 - 0   |
| Aragats Gyumri   | 1 - 10           | Pyunik Yerevan       | 0 - 4  | 1 - 6   |
| Kotayk Abovyan   | 6 - 1            | Homenmen Yerevan     | 5 - 1  | 1 - 0   |
| Arabkir Yerevan  | 0 - 10           | FC Yerevan           | 0 - 6  | 0 - 4   |
| Karabakh Yerevan | 3 - 0 a tavolino | Nairit Yerevan       | 0 - 0  | 0 - 0   |

## Quarti di finale
Gli incontri di andata si disputarono tra il 1° e il 2 mentre quelli di ritorno tra il 5 e il 13 aprile 1996.
| Squadra 1        | Totale | Squadra 2      | Andata | Ritorno |
| ---------------- | ------ | -------------- | ------ | ------- |
| FC Yerevan       | 1 - 2  | Shirak Gyumri  | 0 - 1  | 1 - 1   |
| Karabakh Yerevan | 2 - 3  | Ararat Yerevan | 1 - 3  | 1 - 0   |
| Pyunik Yerevan   | 4 - 3  | Tsement Ararat | 2 - 0  | 2 - 3   |
| Van Yerevan      | 1 - 2  | Kotayk Abovyan | 1 - 0  | 0 - 2   |

## Semifinali
Gli incontri di andata si disputarono il tra il 3 e il 4 mentre quelli di ritorno tra il 13 e il 14 maggio 1996.
| Squadra 1      | Totale | Squadra 2      | Andata | Ritorno |
| -------------- | ------ | -------------- | ------ | ------- |
| Shirak Gyumri  | 1 - 2  | Kotayk Abovyan | 0 - 1  | 1 - 1   |
| Ararat Yerevan | 1 - 6  | Pyunik Yerevan | 0 - 2  | 1 - 4   |

## Finale
| Arbitro: | Oganesyan (Erevan) |

|                                              |           |                            |
| Mxit'aryan 45’ Avetisyan 54’ Khachatryan 58’ | Marcatori | 84’ Mirzoyan 85’ Sargisyan |